# Liste der Biografien/Zal
Liste der Biografien |
Portal Biografien |
Personensuche
# |
A |
B |
C |
D |
E |
F |
G |
H |
I |
J |
K |
L |
M |
N |
O |
P |
Q |
R |
S |
T |
U |
V |
W |
X |
Y |
Z |
?
 
Za |
Zb |
Zc |
Zd |
Ze |
Zf |
Zg |
Zh |
Zi |
Zj |
Zk |
Zl |
Zm |
Zn |
Zo |
Zr |
Zs |
Zu |
Zv |
Zw |
Zy |
Zz
 
Zaa |
Zab |
Zac |
Zad |
Zae |
Zaf |
Zag |
Zah |
Zai |
Zaj |
Zak |
Zal |
Zam |
Zan |
Zao |
Zap |
Zaq |
Zar |
Zas |
Zat |
Zau |
Zav |
Zaw |
Zax |
Zay |
Zaz
Die Liste der Biografien führt alle Personen auf, die in der deutschsprachigen Wikipedia einen Artikel haben. Dieses ist eine Teilliste mit 144 Einträgen von Personen, deren Namen mit den Buchstaben „Zal“ beginnt.

## Zal
- Żal, Łukasz (* 1981), polnischer Kameramann und Filmregisseur
- Zal, Roxana (* 1969), US-amerikanische Schauspielerin

### Zala
- Zala, Boris (* 1954), slowakischer Politikwissenschaftler und Politiker (SMER), MdEP
- Zala, György (1858–1937), ungarischer Bildhauer
- Zala, György (* 1969), ungarischer Kanute
- Zala, Sacha (* 1968), Schweizer Historiker
- Žalac, Gabrijela (* 1979), kroatische Politikerin
- Žalac, Iva Burić (* 1978), kroatisch-deutsche Sängerin, Songwriterin und SchauspielerinIva Burić Žalac (* 1978)

Iva Burić Žalac (* 1978)

- Zalaffi, Margherita (* 1966), italienische Fechterin
- Zalai, Antal (* 1981), ungarischer Geiger
- Žalakevičius, Vytautas (1930–1996), litauischer Drehbuchautor und Regisseur
- Zalamea, Christina Ann (* 1986), deutsche Synchronsprecherin, Schauspielerin und Fernseh- und Webvideoproduzentin
- Zalameda, Riza (* 1986), US-amerikanische Tennisspielerin
- Zalan, Reka, deutsche DJ und Musikpromoterin
- Zaland, Farid (* 1955), afghanischer Komponist, Sänger und Musiker
- Zaland, Jalil († 2009), afghanischer Musiker
- Zalani, Amir (* 1996), singapurischer Fußballspieler
- Zalánki, Gergő (* 1995), ungarischer Wasserballspieler
- Zalapski, Zarley (1968–2017), schweizerisch-kanadischer Eishockeyspieler
- Zalar, Aleš (* 1961), slowenischer Politiker
- Žalar, Eduard (* 1975), slowenischer Fitnesstrainer
- Zalar, Miro (* 1957), schwedischer Leichtathlet
- Zalashik, Rakefet (* 1973), israelische Historikerin
- Zalasiewicz, Jan (* 1954), britisch-polnischer Geologie und Paläontologe
- Zalatarova, Aksana (* 1984), israelische Gewichtheberin
- Zalatnay, Sarolta (* 1947), ungarische Sängerin, Schauspielerin und Schriftstellerin
- Zalayeta, Marcelo (* 1978), uruguayischer Fußballspieler
- Zalazar, José Luis (* 1963), uruguayischer Fußballspieler
- Zalazar, Kuki (* 1998), spanischer Fußballspieler
- Zalazar, Misael (* 1996), paraguayischer Leichtathlet
- Zalazar, Rodrigo (* 1999), uruguayisch-spanischer Fußballspieler
- Zalazar, Víctor (1935–2017), argentinischer Boxer

### Zalb
- Zalba Bidegain, Pablo (* 1975), spanischer Politiker (Partido Popular), MdEP
- Zalbertus, Andre (* 1960), deutscher Fernsehjournalist, Buchautor und Gründer und Vorstandsvorsitzender der AZ Media AG
- Zalbide, Mikel (* 1951), spanischer Sprachwissenschaftler und Soziolinguist

### Zalc
- Zalce, Alfredo (1908–2003), mexikanischer Grafiker
- Zalcman, Gregory, belgischer Filmproduzent
- Zalcman, Lawrence (1943–2022), US-amerikanischer Mathematiker

### Zald
- Zaldarriaga, Matias (* 1971), argentinischer Astrophysiker
- Zalden, Manfred (1902–1984), österreichischer Musiker und Komponist
- Zaldívar, Adolfo (1943–2013), chilenischer Senator
- Zaldívar, Andrés (* 1936), chilenischer Abgeordneter und Minister
- Zaldívar, Ángel (* 1994), mexikanischer Fußballspieler
- Zaldívar, Gilberto (1934–2009), kubanischer Theaterleiter
- Zaldívar, Liuba (* 1993), ecuadorianisch-kubanische Dreispringerin
- Zaldivar, Manny (* 1995), kubanisch-US-amerikanischer Schauspieler
- Zaldívar, Rafael (1834–1903), Präsident von El Salvador
- Zaldivia, Matías (* 1991), argentinisch-chilenischer Fußballspieler
- Zaldúa, Amalia (* 1927), uruguayische Chorleiterin
- Zaldúa, José Antonio (1941–2018), spanischer Fußballspieler

### Zale
- Zāle, Kārlis (1888–1942), lettischer Bildhauer
- Zale, Tony (1913–1997), US-amerikanischer Boxer
- Żalek, Jacek (* 1973), polnischer Politiker (AWS, LPR, PiS, PO), Mitglied des Sejm
- Zalenga, Eva (* 1994), deutsche Opern- und Liedsängerin in der Stimmlage Sopran
- Zálešák, Miroslav (* 1980), slowakischer Eishockeyspieler
- Zaleski, August (1883–1972), polnischer Diplomat und Politiker
- Zaleski, Bronisław († 1880), polnischer und belarussischer Sozialaktivist, Journalist, Herausgeber, Historiker und Künstler
- Zaleski, Glenn (* 1987), US-amerikanischer Jazzmusiker
- Zaleski, Józef Bohdan (1802–1886), polnischer Dichter
- Zaleski, Krzysztof (1948–2008), polnischer Theaterregisseur und Schauspieler
- Zaleski, Ladislaus (1852–1925), litauischer Geistlicher, Erzbischof, Lateinischer Patriarch von Antiochien
- Załęski, Łukasz (* 1989), polnischer Opernsänger (Tenor)
- Zaleski, Marcin (1796–1877), polnischer Maler und Hochschullehrer
- Zaleski, Marek (* 1952), polnischer Literaturhistoriker, Literaturkritiker und Essayist
- Zaleski, Philipp von (1836–1911), polnisch-österreichischer Jurist und Politiker
- Zaleski, Romain (* 1933), französischer Unternehmer
- Zaleski, Wenzel (1799–1849), polnischer Adliger, Dichter, Schriftsteller, Folkloreforscher, Theaterkritiker, politischer Aktivist und erster Pole – österreichischer Gouverneur von Galizien (1848)
- Zaleski, Wenzel von (1868–1913), österreichisch-ungarischer konservativer Politiker und Jurist
- Zaleski, Zbigniew (1947–2019), polnischer Psychologe und Politiker (PO), MdEP
- Záleský, Dominik (* 1995), tschechischer Sprinter
- Zaleukos, Gesetzgeber in Lokroi
- Zalewska, Anna (* 1965), polnische Politikerin
- Zalewska, Halina (1940–1976), italienische Schauspielerin
- Zalewski, Aran (* 1991), australischer Hockeyspieler
- Zalewski, Bogdan (* 1981), polnischer Ruderer
- Zalewski, Dariusz (* 1974), polnischer römisch-katholischer Geistlicher, Weihbischof in Ełk
- Zalewski, Karol (* 1993), polnischer Sprinter
- Zalewski, Krystian (* 1989), polnischer Hindernis- und Langstreckenläufer
- Zalewski, Marek (* 1963), polnischer Geistlicher, römisch-katholischer Erzbischof und Diplomat des Heiligen Stuhls
- Zalewski, Mike (* 1992), US-amerikanischer Eishockeyspieler
- Zalewski, Nicola (* 2002), italienisch-polnischer FußballspielerNicola Zalewski (* 2002)

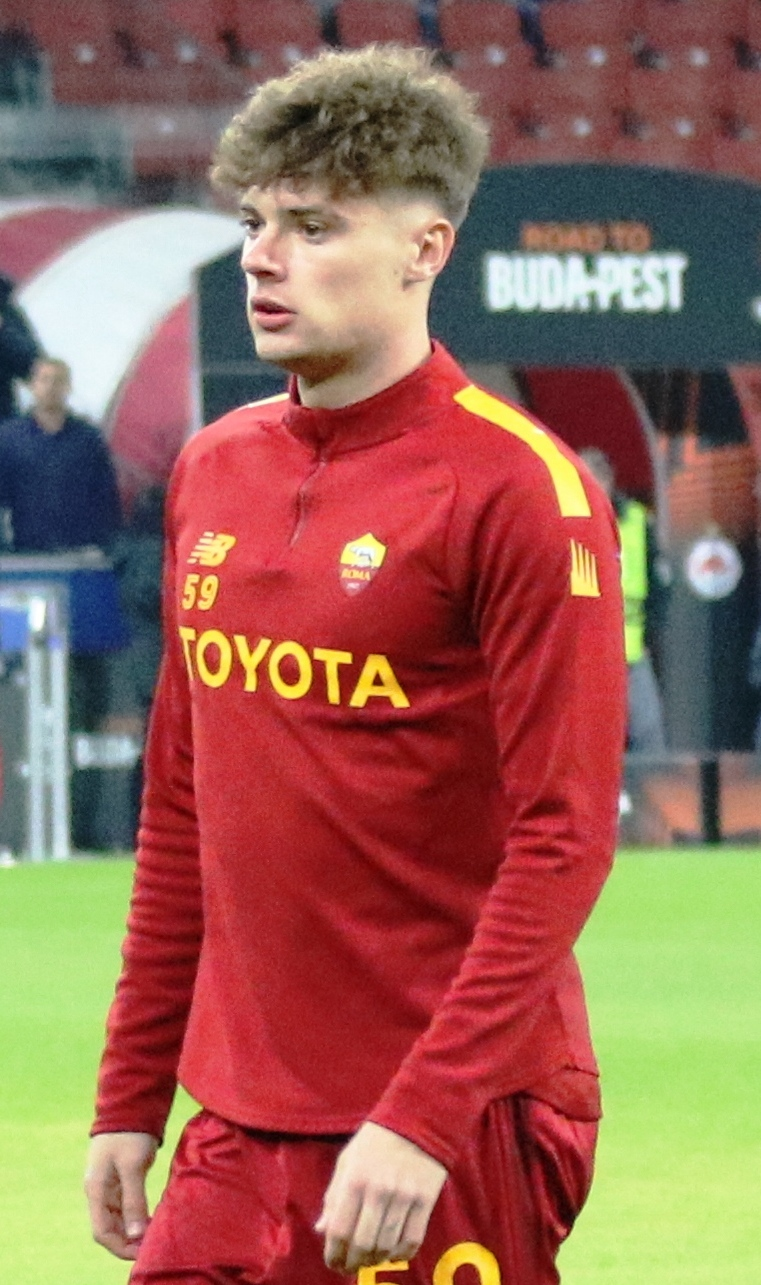
Nicola Zalewski (* 2002)

- Zalewski, Paweł (* 1964), polnischer Politiker, MdEP
- Zalewski, Stanisław (* 1925), polnischer Holocaust-Überlebender und Zeitzeuge
- Zalewski, Steven (* 1986), US-amerikanischer Eishockeyspieler

### Zalf
- Zalfen, Rudi (* 1954), deutscher Radrennfahrer

### Zali
- Zali Torojeni, Najmeh (* 1995), iranische Grasskiläuferin
- Zali, Claudio (* 1961), Schweizer Politiker Lega dei Ticinesi, tessiner Staatsrat
- Zali, Timothie (* 1998), Schweizer Fussballspieler
- Žalica, Pjer (* 1964), bosnischer Filmregisseur und -produzent
- Zalikow, Ruslan Chadschismelowitsch (* 1956), russischer Politiker
- Žalimaitė, Ieva (* 1992), litauische Schachspielerin
- Žalimas, Dainius (* 1973), litauischer Völkerrechtler und Professor
- Žalimienė, Skirgailė (* 1972), litauische Richterin, Europarechtlerin
- Zalisz, Fritz (1893–1971), deutscher Maler, Grafiker, Bildhauer und Dichter
- Zālīte, Māra (* 1952), lettische Schriftstellerin und Kulturschaffende
- Zālītis, Jānis (1874–1919), lettischer Rechtsanwalt und Politiker
- Zālītis, Roberts Jānis (* 2000), lettischer Leichtathlet
- Žaliūkas, Marius (1983–2020), litauischer Fußballspieler
- Žaliūnas, Remigijus (* 1961), litauischer Kardiologe und Hochschulprofessor
- Zaliwski, Tomasz (1929–2006), polnischer Schauspieler

### Zalk
- Zalka, Máté (1896–1937), ungarischer Schriftsteller und Revolutionär
- Zalkalamanidse, Mirian (1927–2000), georgischer Ringer
- Zaļkalns, Teodors (1876–1972), lettischer bzw. sowjetischer Bildhauer
- Žalkauskas, Karolis (1892–1961), litauischer Jurist, Richter und Politiker
- Zalkin, Weniamin Iossifowitsch (1903–1970), sowjetischer Zoologe

### Zall
- Zalla, Alvaro (* 1973), albanischer Fußballspieler
- Zallagow, Dsambolat Anatoljewitsch (* 2000), russischer Fußballspieler
- Zallagow, Ibragim Jurjewitsch (* 1990), russischer Fußballspieler
- Zallet, Michael (* 1961), deutscher Generalarzt und Abteilungsleiter B im Kommando Sanitätsdienst der Bundeswehr
- Zallhagen, Oscar (1893–1971), schwedischer Diskuswerfer
- Zallinger zum Thurn, Jakob Anton von (1735–1813), Jesuit, Kirchenrechtler und Philosoph
- Zallinger, Karl (* 1961), österreichischer Politiker (ÖVP), Landtagsabgeordneter
- Zallinger, Meinhard von (1897–1990), österreichischer Dirigent
- Zallinger, Monika von (* 1940), Kostüm- und Bühnenbildnerin
- Zallinger, Rudolph (1919–1995), US-amerikanischer Maler
- Zallmann, Marco (* 1967), deutscher Fußballspieler
- Zalloni, Cari (1937–2012), Designer

### Zalm
- Zalm, Gerrit (* 1952), niederländischer Politiker
- Zalm, Kees van der (1901–1957), niederländischer Fußballspieler
- Zalmai Mahmud, Sardar (* 1923), afghanischer Diplomat
- Zalmaiï (* 1964), afghanisch-schweizerischer Fotograf
- Zalmanov, Alexander (1875–1964), russischer Arzt

### Zaln
- Žalnerauskas, Vladas (1941–2008), litauischer Politiker
- Žalnierius, Feliksas (* 1941), litauischer Politiker

### Zalo
- Zalo, Sebastian (* 1997), norwegischer Sänger
- Zaloga, Steven (* 1952), US-amerikanischer Militärhistoriker
- Zalomir, Florin (1981–2022), rumänischer Säbelfechter
- Zalone, Checco (* 1977), italienischer Schauspieler, Musiker, Liedermacher, Imitator, Comedian und DrehbuchautorChecco Zalone (* 1977)

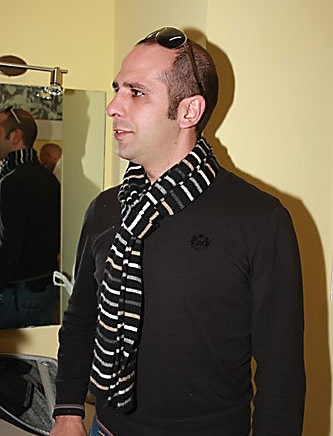
Checco Zalone (* 1977)

- Zaloom, Joe (* 1942), US-amerikanischer Schauspieler
- Zaloscer, Hilde (1903–1999), österreichische Kunsthistorikerin und Koptologin
- Zaloum, Alain (* 1961), ägyptischer Regisseur und Drehbuchautor

### Zalt
- Zaltos, Konstantinos (* 2000), griechischer Hammerwerfer

### Zalu
- Zaluar, Alba (1942–2019), brasilianische Anthropologin, mit den Schwerpunkten Urbananthropologie und Soziale Kontrolle
- Załuska, Łukasz (* 1982), polnischer Fußballtorhüter
- Załuska, Natalia (* 1984), polnische Künstlerin
- Załuski, Andrzej Chryzostom (1650–1711), polnischer römisch-katholischer Geistlicher und Diplomat, Bischof von Ermland
- Załuski, Andrzej Stanisław (1695–1758), polnischer römisch-katholischer Geistlicher und Bibliothekar, Bischof von Krakau
- Załuski, Dariusz (* 1959), polnischer Bergsteiger und Regisseur
- Załuski, Józef Andrzej (1702–1774), polnischer römisch-katholischer Geistlicher, Autor, Politiker und Bibliothekar, Bischof von Kiew
- Załuski, Krzysztof Maria (* 1963), polnischer Autor, Dramaturg, Journalist und Herausgeber
- Załuski, Wojciech (* 1960), polnischer römisch-katholischer Geistlicher, Diplomat des Heiligen Stuhls, Titularerzbischof von Diocletiana, Apostolischer Nuntius in Malaysia und Osttimor
- Zaluskie, Karl Załuski von (1834–1919), österreichischer Diplomat
- Zaluskowski, Friedrich Leopold von (1786–1857), preußischer Generalmajor, Kommandeur der 2. Infanterie-Brigade

### Zaly
- Žalys, Alfonsas (1929–2006), sowjetlitauischer Politiker